# PFS Sewastopol
PFS Sewastopol (ukr. «Пляжно-футзальний союз» Севастополь, Plażno-Futzalnyj Sojuz Sewastopol) – ukraiński klub futsalu oraz piłki nożnej plażowej, mający siedzibę w mieście Sewastopol. W sezonie 2009/10 i 2010/11 występował w futsalowej Wyższej Lidze Ukrainy.

## Historia
Chronologia nazw:
- 2007: PFS Sewastopol
- 2011: klub rozwiązano

Klub futsalowy i piłki plażowy PFS Sewastopol został założony w Sewastopolu w 2007 roku. W sezonie 2007/08 zespół debiutował w profesjonalnych rozgrywkach futsalowych, zajmując szóste miejsce w grupie wschodniej Pierwszej Ligi. W następnym sezonie 2008/09 zdobył wicemistrzostwo w grupie wschodniej pierwszej ligi i awansował do najwyższej ligi. Jednak w związku z trudną sytuacją finansową klub był na skraju zniknięcia. Dopiero w połowie sierpnia 2009, dzięki firmie Avlita, należącej do grupy System Capital Management (sponsor Szachtara Donieck), zespół otrzymał gwarancje istnienia i uczestnictwa w następnym sezonie w wyższej lidze. W sezonie 2009/10 zespół przystąpił do rozgrywek Wyższej ligi, gdzie zajął końcowe 10.miejsce. W sezonie 2010/11 zajął najpierw 9.pozycję po rundzie zasadniczej, a potem końcowe szóste miejsce po meczach play-off. Jednak potem sponsor Avlita wycofał się z finansowania klubu i prezes po nieudanych próbach znalezienia nowego sponsora był zmuszony rozwiązać klub.
Oprócz tego, klub występował w rozgrywkach piłki nożnej plażowej.

## Barwy klubowe, strój
| Biały | Niebieski |

Zawodnicy klubu zazwyczaj grali swoje mecze domowe w białych strojach.

## Sukcesy

### Trofea międzynarodowe
Nie uczestniczył w rozgrywkach europejskich (stan na 31-05-2019).

### Trofea krajowe
| \| \| Zdobyte trofea w rozgrywkach Ukrainy (stan na: 31-05-2018) \| |                                                            |      |                           |
| Rozgrywki                                                           | Osiągnięcie                                                | Razy | Sezon(y)                  |
| · Mistrzostwo                                                       | I miejsce                                                  | 0    |                           |
| · Mistrzostwo                                                       | II miejsce                                                 | 0    |                           |
| · Mistrzostwo                                                       | III miejsce                                                | 0    |                           |
| · Mistrzostwo                                                       | 6.miejsce                                                  | 1    | 2010/11                   |
| Puchar                                                              | zdobywca                                                   | 0    |                           |
| Puchar                                                              | finalista                                                  | 0    |                           |
| Puchar                                                              | 1/16 finału                                                | 3    | 2007/08, 2008/09, 2010/11 |
| II liga                                                             | I miejsce                                                  | 0    |                           |
| II liga                                                             | II miejsce                                                 | 1    | 2008/09 (gr. wschodnia)   |
| II liga                                                             | III miejsce                                                | 0    |                           |
| Ukraina                                                             | Zdobyte trofea w rozgrywkach Ukrainy (stan na: 31-05-2018) |      |                           |

## Piłkarze i trenerzy klubu

### Trenerzy
?
 Wałerij Czały (200?–20??)
 Ołeh Bezuhły (2010–2011)

## Struktura klubu

### Stadion
Klub rozgrywał swoje mecze domowe w Hali SK Floty Czarnomorskiej w Sewastopolu, która może pomieścić 450 widzów. Również grał w Sali Metalist. Pojemność: 200 miejsc siedzących.

### Inne sekcje
Klub posiadał również sekcję piłki nożnej plażowej.